# Projectyle
Projectyle ist ein Sportsimulationsspiel, das 1990 für den Amiga und Atari ST veröffentlicht wurde.

## Spielprinzip
Das Spiel basiert auf einer futuristischen Interpretation von Air-Hockey, allerdings treten drei Teilnehmer gegeneinander an und versuchen, Punkte zu erzielen, anstatt nur zwei.

## Entwicklung
Das Spiel wurde vom britischen Studio Eldritch the Cat entwickelt und durch Electronic Arts veröffentlicht.

## Rezeption
- Aktueller Software Markt (ASM), Ausgabe 9/90: 11/12 Punkte[3]

Für die ASM ist das Spiel ein "ASM-Hit". Die Grafik wird als "exzellent" bezeichnet und dem Spiel ein hoher Spielspaß attestiert.
- Power Play, Ausgabe 8/90: 72 %[4]

Die Power Play sieht in Projectyle eher ein Actionspiel als eine Sportsimulation. Gelobt wird die "schnelle und farbefrohe Grafik".
- Amiga Joker, Ausgabe 9/90: 53 %[5]

Die Zeitschrift hält Projectyle für eine "müden Speedball-Abklatsch", sowohl die Grafik als auch der Sound werden nur mittelmäßig bewertet. Lediglich im 3-Spieler-Modus macht das Spiel einigermaßen Spaß.